# Tamanagung (Muntilan)
Tamanagung is een bestuurslaag in het regentschap Magelang van de provincie Midden-Java, Indonesië. Tamanagung telt 10.145 inwoners (volkstelling 2010).